# Josep Maria Bartomeu
 (mars 2021).
Josep Maria Bartomeu i Floreta, né à Barcelone le 6 février 1963, est un chef d'entreprise espagnol nommé à la présidence du FC Barcelone le 23 janvier 2014 à la suite de la démission de Sandro Rosell. Le 18 juillet 2015, il est élu président.
Le 27 octobre 2020, il démissionne du poste de président du FC Barcelone. Laporta le succède. 

## Biographie
Josep Maria Bartomeu fait partie en 2003 de la candidature emmenée par Joan Laporta qui remporte les élections à la présidence du FC Barcelone. En 2005, Bartomeu démissionne comme responsable de la section de basket-ball en compagnie de Sandro Rosell et d'autres dirigeants en raison de désaccords avec le président Joan Laporta.
En 2010, Bartomeu fait partie de la candidature de Sandro Rosell qui remporte les élections à la présidence du club. Bartomeu devient vice-président chargé de l'aire sportive.
Le 23 janvier 2014, il accède à la présidence du club à la suite de la démission de Sandro Rosell. Son mandat court jusqu'en juin 2016, date des prochaines élections.
Le 5 avril 2014, les socios du club approuvent par référendum le projet Espai Barça de rénovation du Camp Nou dont le budget est de 600 M€.
Le 11 avril 2014, le club remporte son premier trophée sous le mandat de Bartomeu en s'adjugeant le championnat d'Espagne de handball 2013-2014.
En janvier 2015, la situation de tension au sein du club l'oblige à convoquer des élections anticipées pour l'été 2015 alors que son mandat courait jusqu'en été 2016. Il annonce dans le même temps avoir l'intention de se présenter à cette élection présidentielle qui a lieu le 18 juillet 2015 et où son principal opposant est Joan Laporta.
Lors de la saison 2014-2015, le club remporte le deuxième triplé Championnat-Coupe-Ligue des champions de son histoire après celui de 2009.
Le 18 juillet 2015, Bartomeu est élu à la présidence du club avec 54 % des voix (25 823 votes) tandis que Laporta ne recueille que 33 % des suffrages (15 615 votes). Son mandat est de six ans non renouvelable. Il nomme l'ancien joueur Roberto Fernández à la direction sportive. En juin 2018, il nomme Éric Abidal à la direction sportive.
Le 17 août 2020, Bartomeu annonce qu'un vote pour l'élection d'un nouveau président aura lieu le 20 mars 2021. Pour la saison 2020-2021, il recrute Ramón Planes au poste de directeur sportif et Ronald Koeman au poste d'entraîneur. Le 27 octobre 2020, il démissionne de son poste,.

### Palmarès sous la présidence Bartomeu
Le club remporte 79 titres officiels sous la présidence de Josep Maria Bartomeu (du 23 janvier 2014 au 27 octobre 2020).
Football :
- 1 Ligue des champions : 2015
- 4 Championnats d'Espagne : 2015, 2016, 2018 et 2019
- 4 Coupes d'Espagne : 2015, 2016, 2017 et 2018
- 1 Supercoupe de l'UEFA : 2015
- 1 Coupe du monde des clubs : 2015

Football féminin :
- 3 Championnats d'Espagne : 2014, 2015 et 2020
- 3 Coupes d'Espagne : 2014, 2017 et 2018

 Basket-ball :
- 1 Championnat d'Espagne : 2014
- 2 Coupes d'Espagne : 2018 et 2019

 Handball :
- 1 Ligue des champions : 2015
- 7 Championnats d'Espagne : 2014, 2015, 2016, 2017, 2018, 2019 et 2020
- 7 Coupes du Roi : 2014, 2015, 2016, 2017, 2018, 2019 et 2020
- 6 Coupes ASOBAL : 2015, 2016, 2017, 2018, 2019 et 2020
- 7 Supercoupes d'Espagne : 2014, 2015, 2016, 2017, 2018, 2019 et 2020
- 4 Coupes du monde des clubs : 2014, 2017, 2018 et 2019

Rink hockey :
- 3 Ligues européennes : 2014, 2015 et 2018
- 6 Championnats d'Espagne : 2014, 2015, 2016, 2017, 2018 et 2019
- 4 Coupes d'Espagne : 2016, 2017, 2018 et 2019
- 1 Supercoupe d'Espagne : 2014
- 1 Coupe intercontinentale : 2014
- 1 Coupe Continentale : 2015

Hockey sur glace :
- 2 Coupes d'Espagne : 2015 et 2019

Futsal :
- 2 Coupes d'Europe : 2014 et 2020
- 1 Championnat d'Espagne : 2019
- 3 Coupes du Roi : 2014, 2018 et 2019
- 2 Coupes d'Espagne : 2019 et 2020

Football de plage :
- 1 Coupe du monde : 2015

## Entreprises
Josep Maria Bartomeu est associé et conseiller délégué des firmes ADELTE Group (ingénierie pour ports et aéroports) et EFS, Equipo Facility Services (groupe d'entreprises de services pour la maintenance de terminaux et équipements électromécaniques).

## Vie privée
Josep Maria Bartomeu est marié et père de deux enfants.